# Brad McDonald
Bradley James „Brad“ McDonald (* 17. Februar 1990 in Kudijip, Papua-Neuguinea) ist ein australisch-papua-neuiguineeischer Fußballspieler, der zwischen 2010 und 2013 für North Queensland Fury und die Central Coast Mariners zu 26 Einsätzen in der A-League kam. 2014 debütierte er in der Nationalmannschaft von Papua-Neuguinea.

## Karriere
Der auf Papua-Neuguinea als Sohn einer Einheimischen und eines Australiers geborene McDonald wuchs die ersten fünf Jahre seines Lebens in Mount Hagen auf, bevor die Familie ins australische Brisbane übersiedelte. Dort besuchte McDonald von 2005 bis 2006 die Queensland Academy of Sport und spielte später für Brisbane City in der Brisbane Premier League, bevor er zur Saison 2008/09 gemeinsam mit Mitch Bevan und Josh McVey als einer von drei City-Spielern für das Jugendteam von Queensland Roar für die erstmals ausgetragene National Youth League verpflichtet wurde. Nach einer Saison für das Nachwuchsteam wechselte er zur Saison 2010 in die Queensland State League zu den Brisbane Strikers, wo der beruflich als Fitnesstrainer tätige McDonald sich auf der linken Seite zum Leistungsträger entwickelte. 

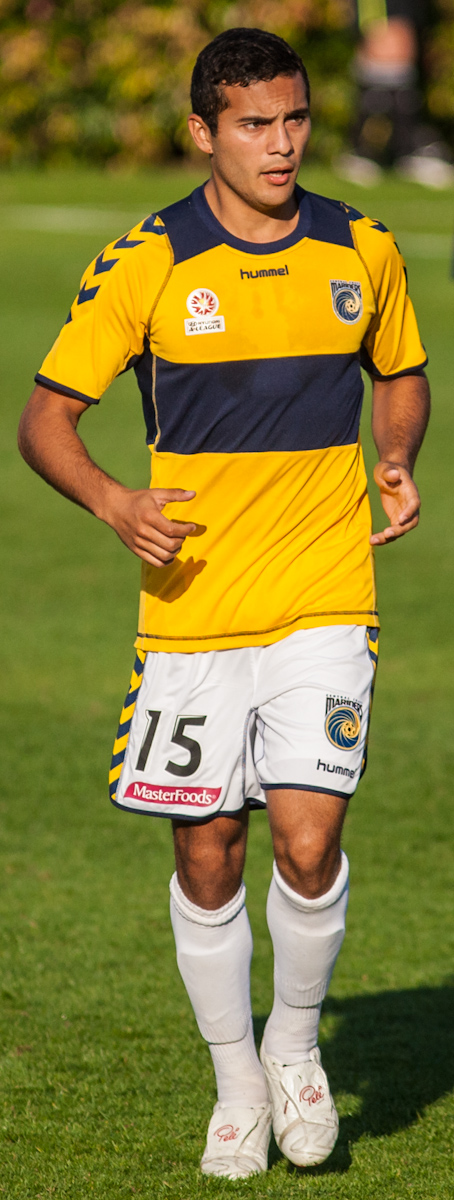
Brad McDonald im Trikot der Mariners (2012)

Nach drei Toren in 20 Einsätzen für die Strikers und kurz vor den Meisterschaftsfinals wurde er von Stuart McClaren, Co-Trainer beim A-League-Klub North Queensland Fury und zuvor Trainer bei den Brisbane Strikers, in der Vorbereitung auf die Saison 2010/11 zum Probetraining eingeladen. Dabei überzeugte McDonald auch Cheftrainer František Straka und erhielt einen Ein-Jahres-Vertrag als Profi. Bei Fury kam er überwiegend als linker Außenverteidiger im Saisonverlauf zu 25 Einsätzen, die Leistungen des Teams brachen aber in der zweiten Saisonhälfte ein, als sich die Anzeichen vermehrten, dass der Klub über das Saisonende hinaus nicht fortbestehen wird. Nach Saisonende wurde North Queensland wegen finanzieller Probleme die Lizenz entzogen und McDonald kehrte zu den Brisbane Strikers zurück um sich in der semiprofessionellen State League fitzuhalten. 
Im April 2011 wurde er von den Central Coast Mariners gemeinsam mit Adriano Pellegrino als Neuzugang für die A-League-Saison 2011/12 vorgestellt und erhielt einen Einjahresvertrag. McDonald blieb in seiner ersten Saison für die Mariners ohne Pflichtspieleinsatz im Profiteam, kam aber regelmäßig im linken Mittelfeld für das Nachwuchsteam in der National Youth League zum Einsatz und gewann dort den Meistertitel. Im Februar 2012 verlängerte er seinen Vertrag um ein weiteres Jahr. In der Saison 2012/13 kam er am letzten Spieltag der regulären Saison gegen Melbourne Heart erstmals in einem Pflichtspiel für die Mariners zum Einsatz, dies blieb zugleich sein einziger Ligaeinsatz der Saison. Seine Mannschaftskollegen gewannen in der Folge durch einen 2:0-Erfolg gegen die Western Sydney Wanderers die australische Meisterschaft. McDonald kam zudem in der AFC Champions League 2013 gegen Guizhou Renhe F.C. zu einem Kurzeinsatz. Nach Ablauf seines Vertrags schloss er sich Mitte 2013 der Central Coast Mariners Academy an, dem Farmteam der Mariners.
Im Oktober 2011 wurde McDonald überraschend von Aurelio Vidmar in die australische U-23-Auswahl berufen und saß bei einem Qualifikationsspiel für die Olympischen Spiele 2012 gegen Usbekistan auf der Ersatzbank. Zuvor war er auch von Frank Farina, Trainer der Nationalmannschaft von Papua-Neuguinea, kontaktiert worden, für die er nach FIFA-Regelung ebenfalls spielberechtigt wäre. Für einen Verbandswechsel müsste McDonald allerdings seine australische Staatsbürgerschaft ablegen, was dieser bislang nicht möchte. Im September 2014 gab McDonald schließlich doch noch sein Debüt für sein Geburtsland. Bei einer 1:2-Niederlage gegen Singapur wurde er vom neuen Nationaltrainer Wynton Rufer nach 56 Minuten eingewechselt und bereitete den Treffer zum Endstand vor.